# Хушанг Муради Кермани
Хушанг Муради Кермани (перс. هوشنگ مرادی کرمانی) (родился 7 сентября 1944 в деревне Сирч, подчиненной округу Шахдад провинции Керман) — современный иранский писатель. Автор известных произведений для детей и подростков, по некоторым из которых сняты фильмы.

## Жизнь
Хушанг Муради Кермани родился в 1944 году в деревне Сирч округа Шахдад провинции Керман. Там он учился до пятого класса, жил у бабушки с дедушкой. Его мать умерла, а отец вскоре после рождения Хушанга не мог заботиться о ребенке из-за обострения психического заболевания. Хушанг с раннего возраста проявлял большой интерес к чтению, и его дядя, который работал сельским учителем, старался всячески поддерживать такой интерес. После получения начального образования он уехал в Керман и жил там до 15 лет, и именно в этот период он также полюбил кино.
Среднюю школу окончил в Кермане, а затем поступил в университет. После переезда в Тегеран он учился на факультете драматического искусства в этом городе и в это же время получил степень бакалавра по специальности переводчик английского языка.
Он начал писать в Кермане в 1960 году в сотрудничестве с местным радио Кермана, а в 1968 году расширил свою публицистическую деятельность, публикуя в прессе рассказы.
Его первый рассказ «Наша аллея — счастье» был опубликован в журнале «Хоше» (под литературной редакцией Ахмада Шамлу) и имел сатирическую направленность. В 1970 или 1971 году вышла его первая книга рассказов «Масуме», содержавшая несколько различных рассказов, и еще одна книга под названием «Я напуганная газель».
В 1974 году он создал повесть «Сказки Маджида» — рассказ о мальчике-подростке, который живет с Биби, доброй старушкой. Эти рассказы принесли ему специальную награду «Избранная книга 1985 года».
Первую писательскую награду на литературном поприще он получил за рассказ «Дети дома ковроткачества», за который в 1980 году ему была присуждена денежная премия Совета детской книги, и в 1986 году — Всемирная премия Андерсона. В этой истории рассказывается о детях, которым из-за плохих условий жизни их семей пришлось в детском возрасте пойти к ткачам ковров и работать в ужасных условиях. Во время написания этой книги он писал следующее: «Чтобы написать эту историю, я несколько месяцев ездил в Керман и сидел рядом с ткачами, чтобы понять то, что они чувствуют». Стремление понять то, о чём он пишет, — одна из характеристик писательского стиля Кермани, которую можно почувствовать во всех его рассказах. Иначе говоря Муради пишет как бы всем своим существом.
Его произведения переведены на немецкий, английский, французский, испанский, голландский, арабский, армянский языки, хинди и эсперанто. Но первым его произведением, которое было переведено на английский язык, стал «Самовар» из «Сказок Маджида», который был отправлен в ЮНИСЕФ.

## От публицистики до радио
После ухода из прессы Муради Кермани стал писать для радиопрограммы «Дом и семья». Сам он говорит, что писать научился пока работал в журнале «Хоше», общаться с аудиторией — по еженедельным изданиям, а вести беседу — по радио. В 1970\1971 году Хушанг Муради Кермани опубликовал свою первую книгу рассказов «Масуме» и еще одну книгу под названием «Я напуганная газель». Но первым важным событием в его литературной жизни является выход в печать в 1974 году рассказов «Сказки Маджида». Это сборник рассказов о бедном мальчике-подростке из Кермана, который живет со своей доброй и любящей бабушкой Биби. В этом сборнике находит своё отражение полное трудностей отрочество автора.
Муради Кермани получил свою первую писательскую награду за рассказ «Дети дома ковроткачества» в 1980 году от Совета детской книги, а затем за ту же книгу в 1985 году получил Всемирную премию Ганса Христиана Андерсена. В 1992 году Муради Кермани был избран жюри Всемирной премии Ганса Христиана Андерсена в Берлине писателем года за его глубокое и широкомасштабное влияние на мировую детскую литературу. Впоследствии получил берлинскую Всемирную премию. Также является обладателем премии Хосе Мартини (латиноамериканский писатель и национальный автор) в Коста-Рике.
Хушанг Муради Кермани, который был удостоен звания «Человек года» в рамкха проекта «Вечные имена» в прошлом году, является постоянным членом Академии персидского языка и литературы.
В этой книге рассказывается о детях, которым из-за плохих условий жизни их семей пришлось в детском возрасте пойти к ткачам ковров и работать в ужасных условиях. Муради Кермани отправился в Керман, чтобы написать этот рассказ, и провел несколько месяцев с ткачами ковров, чтобы понять их чувства. Его произведения переведены на немецкий, английский, французский, испанский, голландский, арабский, армянский языки, хинди и эсперанто. Но первым его произведением, которое было переведено на английский язык, стал «Самовар» из «Сказки Маджида», который был отправлен в ЮНИСЕФ.
Муради Кермани говорил о влиянии на свое творчество со стороны выдающихся писателей и своем интересе к кинематографическим произведениям. Описанию фольклора он научился у Садега Чубака, поэтическим описаниям — у Эбрагима Голестана, лаконичности — у Эрнеста Хемингуэя и у «Голестана» Саади, эмоциональности — у Садега Хедаята, а сатире он научился у Чехова и Дехходы. В кинематографе больше всего он любит итальянский неореализм, в том числе фильм «Похитители велосипедов» (Витторио Де Сика), любит классику американского кино — фильм «Ровно в полдень» (Фред Циннеман), а в иранском кино он любит фильмы «Путешественник» (Амир Надери) и «Ребенок и солдат» (Реза Миркарими), так как в этих картинах отражена подлинная иранская жизнь и настоящая атмосфера Ирана.
Использование пословиц и народных обычаев, использование разговорных слов и слияние поэзии с прозой — среди других особенностей творчества Хушанга Муради Кермани, которые также можно увидеть в его последних работах, таких как «Как луна четырнадцатой ночи» и «Ни мокрый и ни сухой».

## Кинематографическая адаптация рассказов
- рассказ «Санобар» («Чужой»), режиссер Сиддик Бармак, производство: Афганистан

- «Сказки Маджида» (четырнадцать рассказов), одиннадцать телевизионных фильмов и три фильма, режиссер Киомарс Пурахмад

- «Глиняный сосуд» (фильм), режиссер Мохаммадали Талеби

- «Мамин гость» (фильм), режиссер Дарьюш Мехрджуи

- «Тик-так» (фильм), режиссер Мохаммадали Талеби

- «Печь» (фильм), режиссер Фарханг Хатеми

- «Луна четырнадцатой ночи», одиннадцать частей телесериала, один фильм (режиссер Мохаммадали Талеби)

- «Сладкое варенье», адаптация сценария — Фархад Тохиди, режиссер Марзие Боруманд

Возможно, Хушанг Муради Кермани — единственный иранский писатель, чьи кинематографические произведения (и телевизионные), снятые по мотивам его рассказов, стали более наводящими на размышления и значительными произведениями из-за различных сторон, чем даже сами книги. Телесериал «Сказки Маджида», являющийся первым из этих произведений, стал одним из самых просматриваемых сериалов после революции. После этого режиссер этого сериала Киомарс Пурахмад снял другие рассказы из сборника «Сказки Маджида», но на этот раз для кино. «Утро следующего дня» привлекло внимание зрителей из-за своего сатирического и разоблачительного содержания на тему традиционного образования. «Позор» из-за своей сложной ментальной структуры и культурно-художественной ценности, хотя и не был замечен широкой публикой, но понравился кинокритикам и экспертам, и «Хлеб и стих», который из-за некоторых внутренних и внешних соображений, связанных с фильмом (таких как взросление главного героя рассказов Маджида (Мехди Багербаги) и неспособность снова приспособить роль Маджида к его новому образу или путаница из-за объединения нескольких рассказов из сборника «Сказки Маджида» в этом фильме) не удовлетворил ни массовую аудиторию, ни профессиональную. «Глиняный сосуд», вторая работа Эбрахима Форузеша, основанная на рассказе Муради Кермани, — еще одна ценная работа, созданная в 1990 году и за два года участия в международных фестивалях и форумах ставшая абсолютным рекордсменом. В 2011 году по мотивам «Глиняного сосуда» была создана его свободная адаптация, результатом которой стал одноименный мультсериал. Этот сериал, написанный Хамидом Резой Хафези и режиссером которого стал Али Ахмади, вошел в конкурсную секцию 51-го Международного кинофестиваля «Анси» во Франции в 2011 году.
Мохаммад Али Талеби, который в 1990-х годах со склонностью к социальным темам и выражению судьбы иранских детей и подростков, живущих печальной жизнью в мегаполисе Тегеран, смог зарегистрировать свое имя среди молодых иранских кинематографистов, он снял три фильма «Сапоги», «Тик-так» и «Мешок с рисом» по мотивам рассказов Муради Кермани, которые благодаря своей реалистичной структуре привлекли к этому режиссеру внимание международной общественности настолько, что фильм «Мешок с рисом» был снят при совместной финансовой поддержке Ирана и Японии. Недавно Талеби снял такой фильм, как «Луна четырнадцатой ночи», основанный на одноименных рассказах Хушанга Муради Кермани, а также адаптировал 11-серийный телесериал по рассказу «Луна четырнадцатой ночи», который еще не был показан.
В фильме «Печь» Фарханга Хатами на этот раз главным героем истории является девятилетняя девочка, которая осталась одна дома и хочет испечь хлеб для папы. Так как она не умеет печь хлеб, она идет к Мах Биби и просит ее написать ей о том, как печь хлеб. Эта экранизация основана на книге «Печь», написанной Хушангом Муради Кермани в 1996 году в деревне на юге Кермана. Эта работа стала избранным фильмом жюри и приобрела почетный диплом кинофестиваля на 13-м Международном кинофестивале для детей и подростков.

## Новое направление в кинематографических адаптациях
Однако экранизация Дарбюша Мехржуи рассказа «Мамин гость» в 2010 году открыла новую главу в направлении кинематографических экранизаций произведений Муради Кермани. Хотя фильм и не относился к детскому кинематографу, он ярко отразил особую детскую горькую и одновременно юмористическую атмосферу произведений Кермани, где показываются его несчастные невинные персонажи (сам Муради Кермани говорил, что упрямство старика в романе «Старик и море» Хемингуэя и его внутренние переживания подсказывают ему, что старик — это американский «Маджид», и отсюда можно заключить, что в его рассказах присутствует какой-то детский дух, хотя в некоторых из них, по крайней мере, ключевые персонажи не являются детьми). Фильму также удалось привлечь внимание критиков и широкой аудитории. «Сладкое варенье» (Марзие Боруманд) — единственное произведение, адаптированное по мотивам рассказов Муради Кермани, в котором нет ни популярных черт ни клише. Используя реалистичную историю Муради Кермани как постоянную черту его произведений, фильм оттягивает текущую атмосферу к музыкальной составляющей и детской фантазии, и это фундаментальное противоречие сделало эту работу несостоятельной.
Последними кинематографическими работами по рассказам Муради Кермани являются «Одинокие деревья» (Саид Эбрахимифар) и «Серьги» (Вахид Мусавиан), каждая из которых имеет свой колорит и атмосферу, смешавшись с особым мировоззрением их создателей. Но следы того горького и сатирического детства можно проследить, например, в характере керманского поэта в фильме «Одинокие деревья», чьи не совсем правильные, но ценные для Общества керманских поэтов стихи, для самого пожилого поэта равны прекрасному драгоценному камню, потому что они повествуют о детстве его собственных детей, они как зеркало перед ребенком, лишены корысти и злобы, но полны боли.
«Когда я пишу рассказ, я думаю о его кинематографических аспектах. На самом деле я вижу историю визуально, и поэтому у меня нет проблем с кинематографическими работами, которые сняты по мотивам моих рассказов».
«Первобытные люди, прежде чем стать писателями, были кинематографистами, о чем свидетельствуют рисунки на стенах пещер, скульптурах и глиняной посуде. С самого начала люди предпочитали иллюстрировать то, что есть в их разуме, и сегодня это стало возможным благодаря использованию инструментов и оборудования в виде кино и изображений. Каждый, кто читает книгу, является своего рода писателем из-за того, как он воспринимает и представляет эту историю».
«Не я вошел в детскую литературу, но детская литература сформировалась во мне. Прежде чем писать для детей, я писал тексты для радио. Одно из моих сочинений, которое имело хороший отклик и должно было длиться 13 дней, были „Сказки Маджида“, которые в итоге длились четыре года. Я думаю, что во мне сохранилось отражение детства. Я ребенок и что бы ни случилось, этот ребенок во мне никогда не покинет меня. Кто теряет детство, тот теряет жизнь и умирает».
«Никогда не стараюсь писать для детей, не учитываю лексику читателей в момент написания. Я кладу на бумагу все, что хочу, и вижу, что вокруг меня собрались дети. Я не обращаю внимания на посыл или психологию в писательстве. Писать для меня — это внутреннее событие, когда что-то, что приходит мне на ум мой ум не покидает, укореняется во мне и выходит на бумагу».
Во время презентации новой книги Муради Кермани под названием «Чайная ложка» на 32-й Тегеранской международной книжной ярмарке директор издательства «Моин», издателя произведений Муради Кермани, назвал ее прощальной книгой автора с миром писательства и привел его слова: «Эта книга — моя последняя работа. И напоследок лишь хочу поцеловать перо и отложить его в сторону».

## Переулок, названный в его честь
13 июля 2021 городской совет Тегерана согласился назвать переулок к востоку от улицы Хиджаб (напротив Центра интеллектуального развития детей и подростков) в честь профессора Хушанга Муради Кермани. Муради Кермани в этом отношении сказал следующее:
«Они сделали хорошее дело. Если я и поддерживаю эту инициативу, то не для себя, я ведь жив в своих книгах, а потому что мне нравятся награды и поощрения, это как плоды. Садовник не был неважным человеком. Он много трудился и много перенес тягот, он страдал, работал не покладая рук. Самад Бехранги хотел, чтобы дети читали книги, и возил книги из одной деревни в другую. Бехранги был одним из первых, кто написал рассказ о сельских детях и о детях, родившихся в бедных семьях в городе, после этого им стали помогать».
После конференции городского совета и правительства, в сентябре того же года было принято окончательное решение присвоить переулкам имена мастеров детской литературы, и на них были установлены новые таблички с названием.

## Произведения

### Рассказы
- Сказки Маджида (1979)
- Дети дома ковроткачества (1980)
- Пальма (1982)
- Сапоги (1982)
- Глиняный сосуд (1989)
- Кулак по коже (1992)
- Печь (1994)
- Сладкое варенье (1998)
- Улыбка граната (1999)
- Мамин гость (2001)
- Ни мокрый и ни сухой (2003)
- Вы же не чужой (2005)
- Плов (2007)
- Как луна четырнадцатой ночи (2007)
- Маленькая подушка (2009)
- Хушанг Второй (2009)
- Вода в кладовой (2012)
- Краешек огурца (2014)
- Масуме
- Я испуганная газель
- Чайная ложка (2018)

### Сценарии
- Жаворонок (фильм)
- Тик-так (фильм)
- Мешок риса (фильм)
- Мамин гость (фильм)
- Сказки Маджида (телевизионная адаптация)
- Сапоги (кинематографическая адаптация)
- Сладкое варенье (кинематографическая адаптация)
- Серьги (кинематографическая адаптация)

### Пьесы
- Голубь в кувшине (1997)
- Богатырь и хирург
- Командировка (телевизионное вещание)

## Награды
- Номинант на Всемирную премию Андерсена — 1986 год
- Номинант на Всемирную премию Андерсена — 2014 год
- Награда «Книга года-1994» для детей и подростков в Австрии
- Хрустальная птица за лучший сценарий на Двенадцатом кинофестивале «Фаджр» (февраль 1994)
- Премия «Мехреган Адаб»
- Звание избранного писателя Коста-Рики
- Премия Хосе Мартини (писатель и национальный герой Латинской Америки) — 1995 год
- Человек года-2006 на пятой церемонии в рамках проекта «Вечные имена»